# 棒

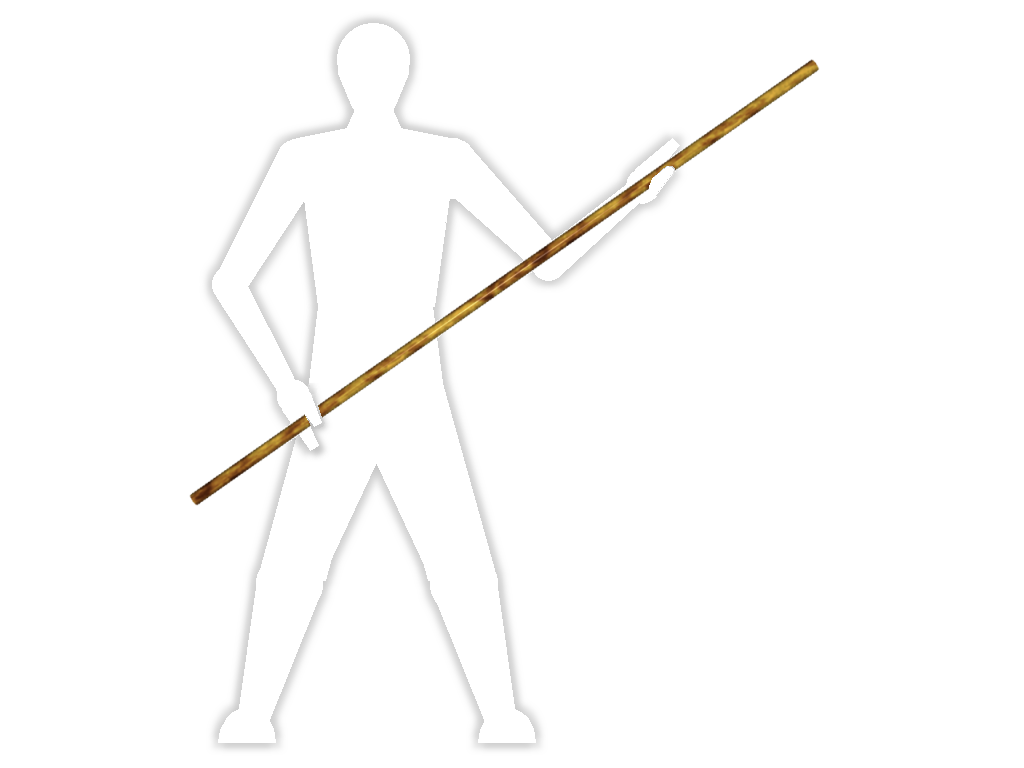
棒術で使われる棒。

棒（ぼう）は、細長い円柱など柱形の道具や部品の総称。手で持つなどして自由に動かせるものを呼ぶことが多い。棒と呼ばれるものには竿、杖、スティック 、バー、ワンド、ロッド、ポールなどが含まれる。地面に立てて固定された長大なものは棒ではなく柱と呼ばれる。
この項目では主に道具の棒について扱う。

## 歴史
人類は600万年から700万年前にアフリカで誕生したといわれているが、地殻変動により土地は乾燥して森林は縮小した。サバンナの拡大に伴い、人類は木を降りて二足歩行をするようになったが、これにより手が自由に使えるようになるとともに脳が発達した。そして石や木の棒を道具として使い始めたといわれている。

## 用途

### 打撃
手でつかんで何かを叩くのに使われる。

#### 武器
単純な棒から、複雑な構造や機構（鋲、伸縮、電撃など）を備えたものまである。
- 棍棒 - 武器に使われる重みのある棒。
- 警棒 - 警察官や警備員などが使う棍棒。
- 金棒 - 鉄製の大きな棍棒。鬼が持つと伝えられることで有名。
- ゲバ棒 - 左翼団体の武力闘争で使われる武器。木の角材が広く使われる。
- 如意棒 - 孫悟空が持っていたと伝えられる武器。
- 狼牙棒 - モーニングスターに似た中国の武器。
- ムンチャン - 120cmほどのまっすぐな棒。杖のように使われるインドの武器。
- オッタ - 象牙に似ている曲がった棍棒。剣のように使われるインドの武器。

#### スポーツ・武術
- 棒術 - 長さ六尺（1.8メートル）の長い木の棒を使う武術。単に棒とも言う。
- スポーツチャンバラ - 空気で膨らませた「エアーソフト剣」を使う。「棒」と呼ばれるもののほか、さまざまな種類がある。
- 野球 - バットを使う。古くは「棒球」と呼ばれていた。中国語では今もこう呼ぶ。

### 支持
何かを載せたりぶら下げたりする棒。この用途の場合、動かせないものを棒と呼ぶ例もある。
- 天秤棒 - 肩に担いで荷物をぶら下げて運ぶ棒。
- 心張り棒 - 戸や窓が開かないように押さえる棒。
- 鉄棒・平行棒 - 棒を水平に張った体操器具。
- 棒のぼり - 地面に立てた棒を上る運動。
- 棒高跳 - 陸上競技の1種目。ポールで体を支えて跳ぶ高さを競う。

### 加工
- 麺棒 - 麺生地などを薄く延ばすために転がす棒。

### 指示
棒の位置や動きで指示を伝える。
- 指揮棒 - オーケストラの指揮者が使う棒。タクト。
- 指し棒 - 黒板上などで語句や絵を指し示すのに使う細い棒。
- 誘導棒 - 工事現場などで振って交通を誘導する棒。

## 慣用句・派生語
- 棒読み - 棒がまっすぐで変化がないことから、単調で感情の抑揚がない声の演技。声についての「大根役者」。単に棒とも言う。
- 棒に振る - 棒手振（天秤棒を振って品物を売り歩く商人）がいくら努力してもなかなか店を持てないことから、努力が無駄になること。
- 棒引き - 帳簿の金額に棒線を引いて取り消しすことから、借金の帳消しを意味する。
- 犬も歩けば棒にあたる - 物事を行えば災い（あるいは幸い）が起こりうるということわざ。
- 棒棒鶏 - 鶏肉料理の一つ。肉を棒で叩いてやわらかくしたことから。
- 相棒 - 2人組で籠や畚の棒の前後を担ぐことから、2人組の相手の意味。
- 用心棒 - 護身のための武器の棒から、ボディーガードのこと。